# Amalie Friedländer

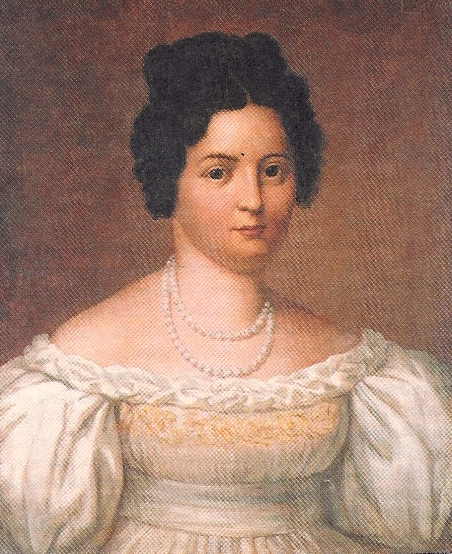
Amalie Friedländer

Amalie Friedländer, geborene Amalie Heine (* 8. Mai 1800 in Hamburg; † 9. Juni 1838 in Berlin), war eine Cousine des Dichters Heinrich Heine, der sich unglücklich in sie verliebte und den sie zu einigen seiner im Buch der Lieder veröffentlichten Liebesgedichte inspirierte.

## Leben
Amalie Heine war die dritte Tochter des Bankiers Salomon Heine. Dieser hatte seinen Neffen Heinrich Heine 1816 nach Hamburg geholt, um ihm eine kaufmännische Ausbildung zu ermöglichen. Dort lernte Heine Amalie kennen, die im Familienkreis auch Molly genannt wurde. Sie erwiderte die Liebe des jungen Dichters nicht, so dass Heine die Situation im Hause seines Onkels zunehmend als bedrückend empfand. Da er auch als Geschäftsmann keinen Erfolg hatte, nahm er Salomon Heines Angebot an, ihm ein Studium zu finanzieren, und verließ Hamburg im Jahr 1819. Heines 1827 veröffentlichtes, autobiographisches Gedicht Ein Jüngling liebt ein Mädchen bezieht sich auf seine unglückliche Liebesgeschichte.

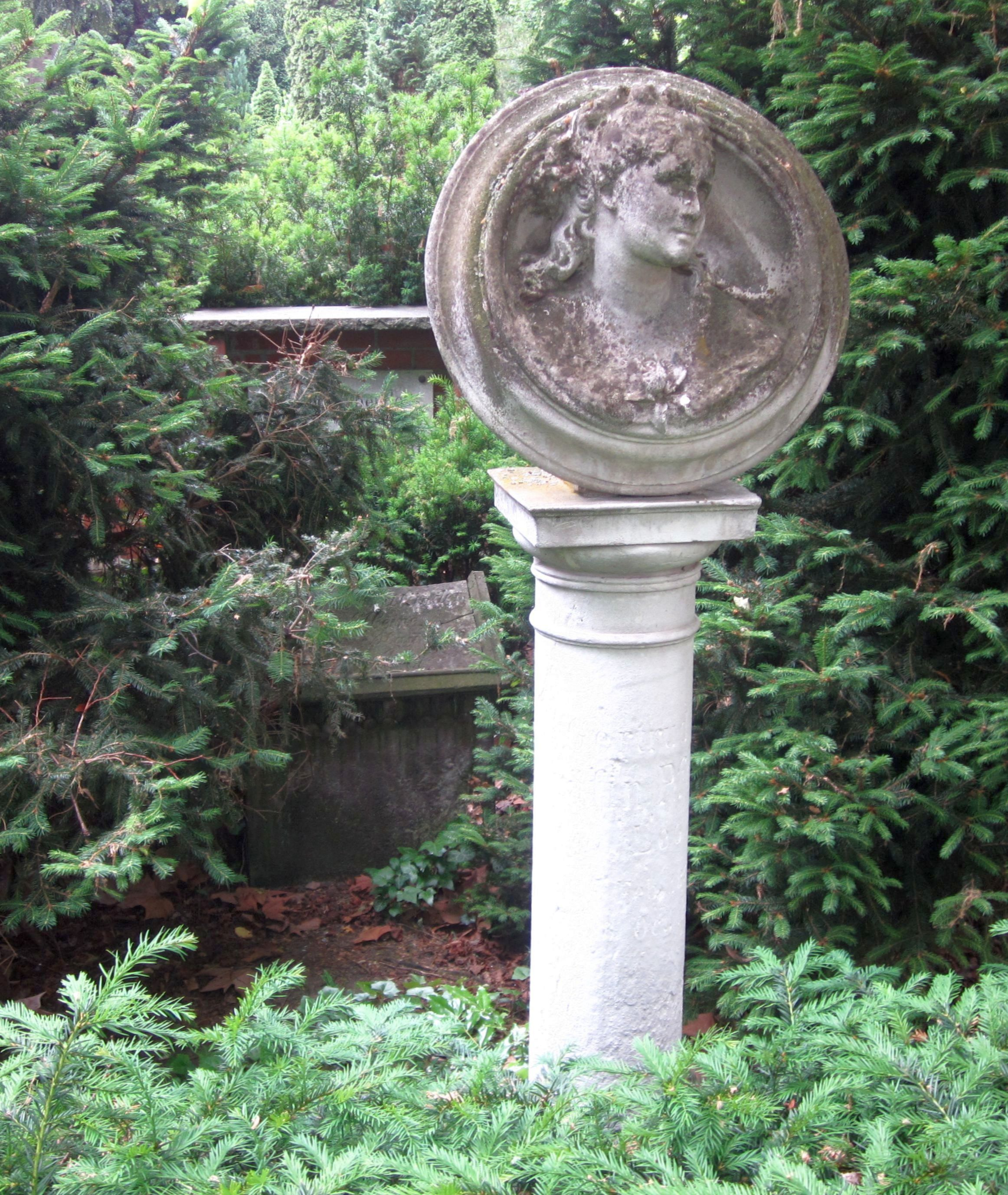
Grab von Amalie Friedländer auf dem Dreifaltigkeitsfriedhof II an der Bergmannstraße in Berlin-Kreuzberg.

Nachdem Amalie Heine 1821 den Königsberger Gutsbesitzer Jonathan Friedländer (1793–1863), genannt John, geheiratet hatte, ließ Heines Schwärmerei für sie merklich nach. Statt von dem gar „hübschgeputzten Sonntagspüppchen, bey dessen Fabrikation der himmlische Kunstdrechsler sich selbst übertroffen“ habe, sprach er 1827, als er sie erstmals nach 11 Jahren wiedersah, nur noch von der „dicken Frau“. 
Amalie und Jonathan Friedländer hatten zwei Töchter: Charlotte und Elisabeth. 1838 starb Amalie Friedländer. Ihre Grabstätte befindet sich auf dem Dreifaltigkeitsfriedhof II in Berlin-Kreuzberg, in Feld B. 